# Karine Ferri
Pour les articles homonymes, voir Karine, Ferri et Jalabert.
Karine Jalabert Gourcuff, plus connue sous le nom de Karine Ferri, née le 25 avril 1982 à Suresnes (Hauts-de-Seine), est une animatrice de radio et de télévision française. Elle est également mannequin et plus rarement comédienne.

## Biographie

### Enfance et formation
Karine Ferri, de son vrai nom Karine Jalabert, est née le 25 avril 1982 à Suresnes, dans les Hauts-de-Seine. Elle a grandi à Rueil-Malmaison avec son grand frère David et ses parents. Après son baccalauréat et des études de lettres modernes à l'université, elle commence sa carrière en tant que mannequin.

### Mannequinat et téléréalité
En 1999, Karine Ferri est élue Miss Hauts-de-Seine du comité Miss World France de Michel Le Parmentier. La même année, elle est élue Première dauphine de Miss World France 2000, Sandra Bretonès, qui sera connue ensuite sous le nom de Sandra Lou.
En 2004, à vingt-et-un ans, elle est finaliste avec Candice, vingt-cinq ans, de la deuxième saison de l'émission de télé-réalité Bachelor, le gentleman célibataire sur M6. Lors de la Cérémonie de la rose, Steven, le Bachelor, hésite entre les deux candidates et finit par choisir Candice. C'est plus tard, une fois l'émission finie, qu'il aura une courte histoire avec Karine Ferri. Durant cette année, elle apparaît nue dans le magazine Playboy (numéro 52S) et dans le magazine Entrevue (numéro 140). Le 29 novembre 2018, elle explique l’origine de ses photos dans le magazine Voici : « J’ai fait ces photos à l’âge de 18 ans : un âge où on est naïf et où l’on fait confiance. Elles ont été vendues à mon insu, sans que je le sache, et se sont retrouvées en une d’un magazine et ailleurs, comme si j’avais posé pour eux, ce qui est faux ».
En 2009, elle devient l'égérie de la marque Quelle pour la collection printemps/été.
En 2017, elle devient l'égérie de la marque Cosmia by Auchan.
En 2020, elle devient l'égérie de la marque de prêt-à-porter Les Petites Bombes.

### Carrière dans l'audiovisuel

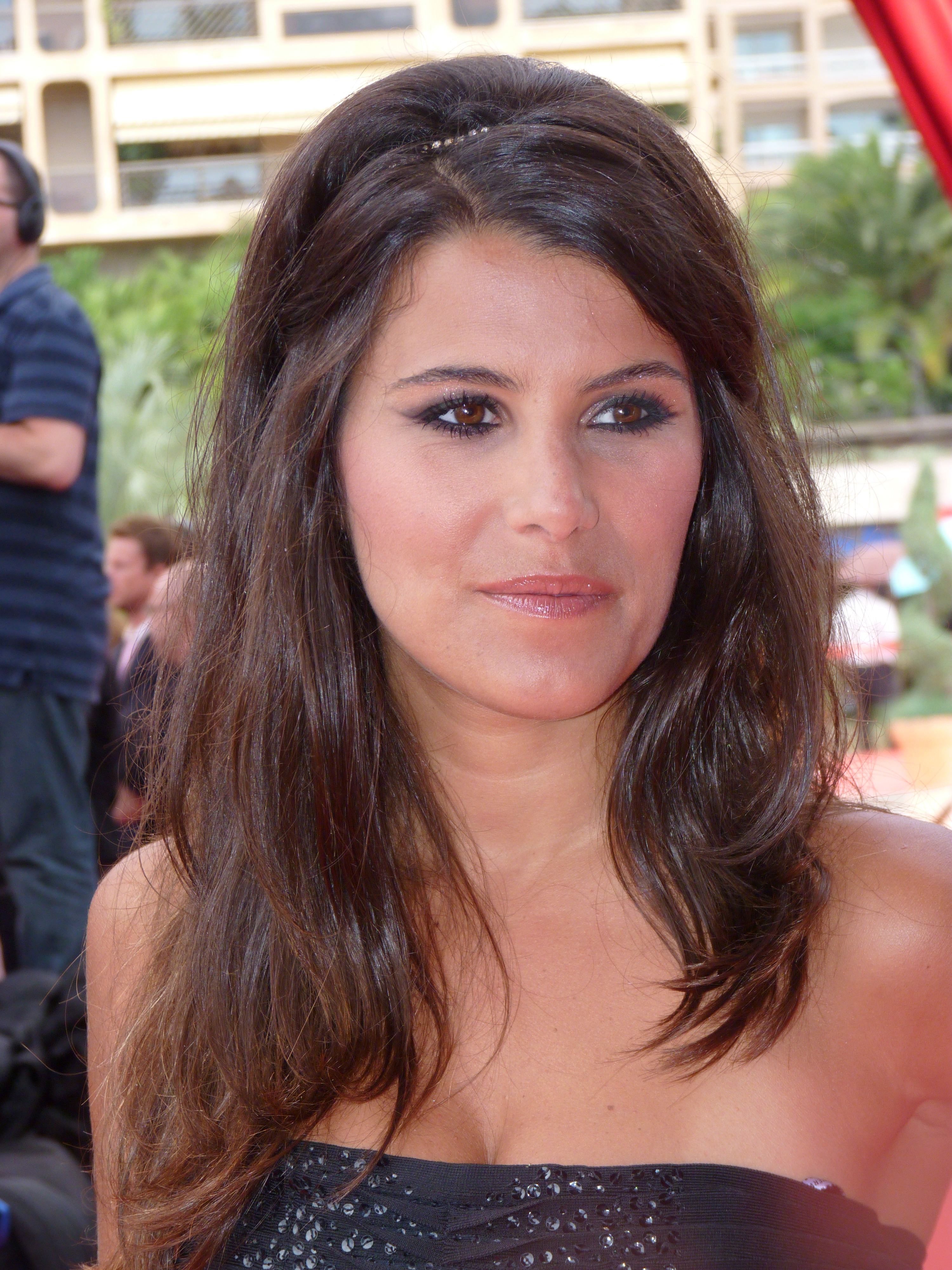
Karine Ferri au Festival de télévision de Monte-Carlo en 2012.

#### 2004-2010: M6, TF6, Fun TV, W9
En 2004, Karine Ferri coprésente, avec Alex Fighter, l'émission En direct avec les colocataires, diffusée sur Fun TV juste après Les Colocataires. Puis elle rejoint l'équipe de C'est pas trop tôt ! présentée par Max, où elle anime une chronique sur la séduction et l'art de vivre, sur M6. Parallèlement, elle présente la météo sur cette même chaîne jusqu'en 2008. Sur Fun TV encore, elle présente 100 choses interdites aux plus de 30 ans d'octobre à décembre 2004.
En 2005, elle anime Le Hit TF6 sur TF6 et l'émission Chaotic consacrée à Britney Spears.
De 2006 à 2008, elle présente La Route en direct sur M6. Durant l'été 2006, elle présente l'émission Club en alternance avec Ariane Brodier. Le programme est composé de clips et de jeux de télé-tirelire.
De septembre 2006 à juillet 2009, elle présente Star Six Music avec Alexandre Delpérier, puis Alex Fighter.
En 2007, elle devient la troisième présentatrice de Fan de sur M6 et succède à Virginie Efira à la présentation du Hit de la Pub sur TF6.
En 2008, elle présente également sur W9 le Défilé Victoria's Secret depuis Miami, et sur TF6 Le Meilleur des caméras cachées enregistré à Las Vegas. En décembre 2008, elle anime sur cette même chaîne l'émission Bluff Impossible.
Elle assure également la présentation du M6 Music Live, concerts qu'elle anime à Paris et en province dans des Zéniths. Elle a animé à Issy-les-Moulineaux le dernier concert de la tournée M6 Music Live aux côtés de Laurent Boyer.
D'août 2009 à juillet 2010, elle coanime sur M6 avec Jérôme Anthony ou Alex Fighter les émissions Absolument Stars et Absolument Stars, la suite, mélangeant « Call TV » et clips.
En novembre 2009, elle coprésente avec Alexandre Devoise l'émission Le monde des records 5 sur W9.
Début 2010, l'émission Fan de passe de M6 à W9 et devient Fan de Stars. Elle en assure la présentation de janvier 2010 à l'été. Ensuite, elle anime sur TF6, l'émission d'aventure Les fous furieux avec l'ancien véliplanchiste Robert Teriitehau. En juillet 2010, elle annonce qu'elle quitte les chaînes du groupe M6 pour arriver sur Direct 8 à la rentrée.

#### 2010-2012: Direct 8
Karine Ferri anime sur Direct 8 trois nouvelles émissions : une sur le cinéma intitulée Mademoiselle Cinéma, une autre en prime time  intitulée L'Amour au menu et Ma vie, un magazine de société.
Durant l'été 2011, la direction de Direct 8 lui confie la présentation du Mag de l'été diffusé quotidiennement. D'août 2011 à juin 2012, elle est chroniqueuse pour une rubrique sur les télés du monde dans l'équipe de Morandini ! sur Direct 8.

#### 2012-2025: TF1, TMC, TFX
En 2012, Karine Ferri rejoint TF1, pour être la coanimatrice de Nikos Aliagas de la seconde saison de The Voice : La Plus Belle Voix, où elle remplace Virginie de Clausade. Elle y anime également l'émission Toute la musique qu'on aime, et Tout pour la musique. Elle remplace Victoria Silvstedt à la présentation des bêtisiers : Le Grand Bêtisier de l'été et Le Grand Bêtisier. Elle anime également quelques émissions sur TMC, notamment Les Trente Histoires en duo avec Pascal Bataille.
En 2014, elle interprète le personnage d'Élisabeth Garcia, une cliente d'Aymeric Dubernet-Carton, dans un épisode du prime-time Nos chers voisins, fête des voisins de la série de TF1 Nos chers voisins.
En mars 2015, elle présente les tirages du Loto sur TF1 en remplacement de Sandrine Quétier, partie tourner la nouvelle saison de MasterChef.
À l'automne 2016, elle participe à la septième saison de l'émission Danse avec les stars sur TF1, aux côtés du danseur Yann-Alrick Mortreuil, et termine quatrième de la compétition. Le 31 décembre 2016, elle présente sur TF1 Le Grand Bêtisier du 31 juste avant l'émission Toute la musique qu'on aime animée par Nikos Aliagas et qui célèbre le passage à la nouvelle année.
En janvier 2017, elle coprésente avec Nikos Aliagas sur TF1, l'émission spéciale Grégory Lemarchal, 10 ans après l'histoire continue qui permet, entre autres, de récolter des dons pour l'association. En novembre 2017, elle fait partie des dix animateurs et animatrices de TF1 qui coaniment, à tour de rôle avec Sandrine Quétier, un prime-time de la huitième saison de Danse avec les stars. Les 31 décembre 2017 et 2018, elle présente de nouveau Le Grand Bêtisier du 31 avec Jarry comme co-présentateur.
Le 13 janvier 2018, Karine Ferri présente la tournée de Danse avec les stars au Zénith de Nantes Métropole ainsi que la tournée au Zénith de Rouen[réf. souhaitée]. En février-mars 2018, elle présente sur TFX (nouveau nom de NT1) le magazine Regarde-moi : un silence pour tout se dire. Des personnes de la même famille, proches, amis ou qui ne se connaissent pas, se retrouvent plusieurs minutes les yeux dans les yeux pour tenter d'établir un dialogue sans se dire un mot. En avril-mai 2018, elle anime, du lundi au vendredi à 17 h 10 sur TF1, Les plus belles mariées, une compétition où des jeunes mariées mettent en concurrence les préparatifs de leur mariage. Du 29 septembre au 1er décembre 2018, elle anime, avec Camille Combal, la neuvième saison de Danse avec les stars sur TF1.
Depuis mars 2019, elle présente le samedi à 16 heures sur TF1 Les Docs du week-end, en alternance avec Tatiana Silva le dimanche à la même heure.
En 2020, elle participe en tant que candidate à la deuxième saison de l’émission Mask Singer sur TF1, où elle incarne le personnage de l’Araignée jusqu’en demi-finale. Elle revient dans la troisième saison lors de la finale pour chanter avec le Papillon (personnage de Denitsa Ikonomova, gagnante de la saison).
En 2025, elle joue dans l'épisode Chez les autres de la saison 12 de la série Léo Mattéï, Brigade des mineurs. Elle y interprète le personnage de Charlotte Dumont.

#### Depuis 2025: Chaînes du groupe RMC BFM
Le 28 juillet 2025, le groupe RMC BFM annonce le recrutement de Karine Ferri qui quitte le groupe TF1 après y avoir passé 13 ans.

### Carrière à la radio
À la rentrée 2008, Karine Ferri participe aux interviews de célébrités et elle officie aussi sur la radio numérique Goom Radio avec les émissions Just Ferri, où elle reçoit des artistes.
D'août 2010 à juin 2011, elle officie sur la radio NRJ. Elle coanime avec Nikos Aliagas et Mustapha El Atrassi Le 6/9, la matinale de la radio, tous les jours de la semaine à la place de Florian Gazan.
Le 28 juin 2011, elle fait sa première apparition sur Europe 1 dans l'émission On va s'gêner animée par Laurent Ruquier.
Elle est recrutée par RFM et a notamment pour mission de mener des interviews d'invités d'horizons différents à partir de la rentrée 2015.
Ensuite, elle rejoint l'équipe de la matinale de RFM, emmenée par Albert Spano et Élodie Gossuin, à la rentrée 2016.

### Vie privée et engagement associatif
À partir de septembre 2005, Karine Ferri est la compagne de Grégory Lemarchal, gagnant de la quatrième saison de Star Academy et mort le 30 avril 2007 des suites de la mucoviscidose. En hommage permanent à Grégory, elle s'est fait tatouer « GK » (Grégory Karine) sur le poignet gauche, car il est « toujours avec elle ». Depuis, elle participe activement aux activités de l'association Grégory-Lemarchal qui lutte contre la mucoviscidose.
Lors de l'été 2013, elle participe au jeu télévisé Fort Boyard sur France 2 avec pour coéquipiers Leslie Lemarchal (la sœur de Grégory), l'apnéiste Pierre Frolla, le chanteur Mickaël Miro, la danseuse Fauve Hautot et l'humoriste Arnaud Tsamere.en faveur de l'Association Grégory Lemarchal, pour laquelle ils remportent 18 380 €.
En août 2014, elle coanime avec Nikos Aliagas sur TF1 une soirée spéciale intitulée Grégory Lemarchal, une voix d'ange depuis 10 ans.
Le 19 mars 2015, elle participe à un spécial Maillon faible sur D8 présenté par Julien Courbet. Elle a joué aux côtés de Daniela Lumbroso, Grégory Galiffi, Véronique Mounier, Christophe Carrière, Benjamin Castaldi, Cécile de Ménibus, Patrice Laffont et Bruno Guillon. L'équipe a permis de remporter 9 500 € pour l'association Grégory Lemarchal.
Depuis 2011, elle forme un couple avec le footballeur international français Yoann Gourcuff. Leur mariage a eu lieu le 8 juin 2019 à La Motte dans le Var[réf. nécessaire].

Ils ont trois enfants : Maël né en 2016, Claudia née en 2018 et Sasha née en 2023.

## Émissions

### Radio
- 2008 : animatrice de Just Ferri sur Goom Radio
- 2010-2011 : coanimatrice de la matinale Le 6/9 sur NRJ, avec Nikos Aliagas et Mustapha El Atrassi
- 2011 : quelques apparitions dans l'émission On va s'gêner sur Europe 1, avec Laurent Ruquier
- 2015-2016 : intervieweuse sur RFM et présentatrice du Hit RFM
- 2016-2017 : chroniqueuse dans La Matinale de RFM, avec Albert Spano et Élodie Gossuin

### Télévision

#### Animatrice
- 2004 : En direct avec les colocataires (« after » de l'émission de téléréalité Les Colocataires), sur Fun TV : co-présenté avec Alex Fighter
- 2004 : C'est pas trop tôt !, présentée par Max sur M6 : chroniqueuse
- 2004-2008 : présentatrice de la météo sur M6
- 2004 : 100 choses interdites aux plus de 30 ans, sur Fun TV
- 2005 : Le Hit TF6, sur TF6
- 2005 : Chaotic, sur TF6
- 2006 : Club, sur M6
- 2006-2008 : La route en direct, sur M6
- 2006-2009 : Star Six Music, sur M6 (co-présenté avec Stéphane Jobert en 2008)
- 2007 : Hit de la pub, sur TF6
- 2007-2009 : Fan de stars, sur M6
- 2008 : Défilé Victoria's Secret sur W9
- 2008-2009 : Bluff Impossible sur TF6
- 2009 : Le Meilleur des caméras cachées, sur W9
- 2009 : M6 Music Live sur M6, co-présenté avec Laurent Boyer
- 2009-2010 : Absolument stars et Absolument stars, la suite, sur M6
- 2009 : Le Monde des records 5 sur W9, co-présenté avec Alexandre Devoise
- 2010 : Le Monde des fous furieux sur TF6, co-présenté avec Robert Teriitehau
- 2010-2011 : Mademoiselle Cinéma, sur Direct 8
- 2010-2011 : Ma vie, sur Direct 8
- 2010-2012 : L'Amour au menu, sur Direct 8
- 2011 : Vivre ensemble, sur Direct 8
- 2011-2012 : À chacun son histoire, sur Direct 8
- 2011 : Mag de l'été, sur Direct 8
- 2011-2012 : Morandini !, sur Direct 8 : chroniqueuse
- 2012-2016 : Les Trente Histoires…, co-présenté avec Pascal Bataille, sur TMC
- 2013-2021: The Voice : La Plus Belle Voix, co-présenté avec Nikos Aliagas, sur TF1
- 2013-2025 : Le Grand Bêtisier, sur TF1
  - 2016-2025: Le Grand Bêtisier du 31, co-présenté avec Jarry en 2017 et 2018, et avec Christophe Beaugrand depuis 2019, sur TF1
  - 2018-2025 : Le Grand Bêtisier de l'été, co-présenté avec Jarry (2018) et Christophe Beaugrand (depuis 2019)
  - 2020 : Le Grand Bêtisier à la maison, avec Christophe Beaugrand
  - 2020-2021 : Le Grand Bêtisier, 30 ans de rire avec Christophe Beaugrand
- 2013 : Toute la musique qu'on aime, sur TF1
- 2013 : Génération Humour, sur TMC
- 2013 : Tout pour la musique (2 émissions), sur TF1
- 2013 : Céline Dion en chansons, sur TMC
- 2013 : Grégory Lemarchal, une voix d'ange depuis 10 ans, co-présenté avec Nikos Aliagas, sur TF1
- 2014-2025 : The Voice Kids, co-présenté avec Nikos Aliagas, sur TF1
- 2015-2025 : Tirages du Loto et de l'Euromillions sur TF1 : présentatrice (en alternance avec Jean-Pierre Foucault, Christophe Beaugrand, Elsa Fayer, Anaïs Grangerac, Inès Vandamme et Alexandre Devoise)
- 2015 : L'Affiche du jour / L'Affiche de la semaine, co-présenté avec Christian Jeanpierre, en remplacement de Marion Jollès, sur TF1
- 2017 : Grégory Lemarchal, 10 ans après l'histoire continue, co-présenté avec Nikos Aliagas, sur TF1
- 2017-2025: Documentaires sur NT1 puis TFX, et sur TF1
- 2017 : Danse avec les stars (Saison 8, prime 6), co-présenté avec Sandrine Quétier, sur TF1
- 2017 : Le Merveilleux village de Noël, co-présenté avec Valérie Damidot et Laurent Mariotte, sur TF1
- 2018 : Regarde-moi : Un silence pour tout se dire, sur TFX
- 2018-2020 : Les plus belles mariées, sur TF1
- 2018-2019 : Chéri, épouse-moi maintenant, sur TFX puis sur TF1
- 2018-2019 : Danse avec les stars, co-présenté avec Camille Combal, sur TF1
- 2019-2020 : Les 100 premiers jours (devenue Bienvenue au monde), sur TFX
- 2019 : Baby Boom, sur TF1
- 2019-2025 : Les Docs du week-end le samedi (et Tatiana Silva le dimanche) sur TF1
- 2021-2025 : Chroniques criminelles sur TFX
- 2021 : Danse avec les stars, l'after sur TF1
- 2022 : Rencontres sur internet : l'amour au 1er match ? sur TFX.

#### Candidate / participante
- 2004 : Bachelor, le gentleman célibataire sur M6 : prétendante du Bachelor (finaliste)
- Depuis 2013 : Le Grand Concours des animateurs sur TF1 : candidate
- 2013 : Fort Boyard sur France 2 : participante
- 2013 - 2020 : Vendredi tout est permis avec Arthur sur TF1 : participante
- 2015 : Le Maillon faible sur D8 : candidate
- 2015 : Le Grand Match sur D8 : candidate
- 2016 : Danse avec les stars (saison 7) sur TF1 : candidate (4e)
- 2017 : Danse avec les stars : Le grand show sur TF1
- 2020 : Mask Singer sur TF1 : candidate, sous le costume de l'Araignée (4e)

## Filmographie
- 2011 : Rio (film d'animation américain de Carlos Saldanha) : Chloé, une oie (voix ; doublage français)
- 2012 : Jogging chaussettes (web-série réalisée par Kayvin Lami) : elle-même
- 2014 : Nos chers voisins (série télévisée sur TF1) - prime-time Fête des voisins réalisé par Stephan Kopecky : Élisabeth Garcia
- 2025 : Léo Mattéï, Brigade des mineurs (série télévisée réalisée par Nathalie Lecoultre) - Saison 12, épisode 3 : Chez les autres : Charlotte Dumont

En 2020, dans le biopic Pourquoi je vis consacré à Grégory Lemarchal, son rôle est interprété par Candice Dufau.